# Gerhard Dannecker
Gerhard Dannecker (* 29. August 1952 in Dagersheim) ist ein deutscher Jurist, ehemaliger Hochschullehrer und Seniorprofessor an der Ruprecht-Karls-Universität Heidelberg sowie Strafverteidiger.

## Leben
Nach dem Abitur nahm Dannecker 1972 das Studium der Volkswirtschaftslehre und der Rechtswissenschaften an der Albert-Ludwigs-Universität Freiburg auf, das er 1977 an der Georg-August-Universität Göttingen mit dem Ersten Juristischen Staatsexamen abschloss. In den Jahren 1978 bis 1981 war Dannecker als wissenschaftliche Hilfskraft am Institut für Kriminologie und Wirtschaftsstrafrecht bei Klaus Tiedemann tätig. Sein Zweites Juristisches Staatsexamen legte Dannecker 1981 in Freiburg ab. Anschließend war er als wissenschaftlicher Assistent, später Hochschulassistent ebenfalls am Institut für Kriminologie und Wirtschaftsstrafrecht bei Klaus Tiedemann beschäftigt. Diese Stellung hatte Dannecker bis 1991 inne. Noch in dieser Zeit, 1983, wurde er mit einer Arbeit zur Steuerhinterziehung im internationalen Wirtschaftsverkehr zum Dr. iur. promoviert. 1991 habilitierte sich Dannecker mit der Schrift Das intertemporale Strafrecht. Ein Jahr später nahm er seinen Erstruf an die Universität Bayreuth, Lehrstuhl für Strafrecht, Strafprozessrecht und Informationsrecht, an. Rufe an die Universitäten Potsdam, Gießen, Würzburg, Bonn und Wien lehnte Dannecker ab. Im Jahr 2007 folgte er einem Ruf an die Ruprecht-Karls-Universität Heidelberg an den Lehrstuhl für Strafrecht und Strafprozessrecht unter besonderer Berücksichtigung europäischer und internationaler Bezüge und war seit 2009 Direktor des dortigen Instituts für deutsches, europäisches und internationales Strafrecht und Strafprozessrecht. Seit dem Jahr 2018 ist er Seniorprofessor an der Universität Heidelberg und Strafverteidiger in der auf Wirtschaftsstrafrecht spezialisierten Kanzlei Dannecker Rechtsanwälte. Im Jahr 2019 hat ihm die Universität Miskolc (Ungarn) die Ehrendoktorwürde verliehen.
Danneckers Forschungsschwerpunkte liegen im Wirtschafts- und Steuerstrafrecht sowie im deutschen und europäischen Kartellordnungswidrigkeitenrecht. Weitere Schwerpunkte bilden das Lebensmittel- und das Medizinstrafrecht.
Er tritt seit den 1980er Jahren im In- und Ausland als Strafverteidiger in Wirtschaftsstrafverfahren auf. Öffentliche Aufmerksamkeit erfuhren beispielsweise das Verfahren „Kretzinger“ vor dem Europäischen Gerichtshof, das Grauzementkartellverfahren, das Volkswagen-Verfahren oder der Porsche-Marktmanipulations-Prozess.
Dannecker ist unter anderem Mitglied des Präsidiums der Vereinigung für Europäisches Strafrecht e. V., Member of the Main Editorial Advisory Board of „European Financial Services Law“, London und Direktor des Instituts für Deutsches, Europäisches und Internationales Medizinrecht, Gesundheitsrecht und Bioethik der Universitäten Heidelberg und Mannheim (IMGB).